# Modulacja QAM

Diagram konstelacji 16-QAM z przykładowymi punktami konstelacji

Modulacja QAM (ang. Quadrature Amplitude Modulation) – kwadraturowa modulacja amplitudowo-fazowa służąca do przesyłania danych cyfrowych przez kanał radiowy, stosowana m.in. w transmisjach DVB. Modulacja QAM jest połączeniem modulacji amplitudy i modulacji fazy. Dane formowane są w dwójki, trójki, czwórki itd., które odpowiadają zarówno amplitudzie, jak i fazie. Tworzone są według diagramu konstelacji (ang. constellation diagram). Sygnał QAM jest kombinacją liniową dwóch ortogonalnych przebiegów (przesuniętych w fazie o π/2): kosinusoidalnego i sinusoidalnego.

## Modulator QAM
Dane w postaci cyfrowej dzielone są na dwa strumienie, a następnie każdy strumień zamieniany jest na sygnał analogowy w przetworniku cyfrowo-analogowym. Analogowy sygnał może następnie przechodzić przez filtr dolnoprzepustowy (ang. Low Pass Filter). W kolejnym etapie jeden sygnał mnożony jest przez nośną (ang. carrier), a drugi przez nośną przesuniętą w fazie o π/2, by w końcu obydwa sygnały zostały zsumowane i wysłane jako sygnał QAM.
Równoważność modulacji amplitudy i fazy z sumą przebiegów przesuniętych w fazie o π/2 opisują wzory:
{\displaystyle S_{i}(t)=A_{i}\cos(\omega _{0}t+\phi _{i}),}
{\displaystyle S_{i}(t)=A_{i}(\cos \phi _{i}\cos \omega _{0}t-\sin \phi _{i}\sin \omega _{0}t),}
{\displaystyle S_{i}(t)=a_{i}\cos \omega _{0}t-b_{i}\sin \omega _{0}t,}
gdzie:
{\displaystyle a_{i}=A_{i}\cos \phi _{i},}
{\displaystyle b_{i}=A_{i}\sin \phi _{i}.}
W ogólności sygnał może być przedstawiony jako:
{\displaystyle S_{i}(t)=a_{i}C\psi _{1}(t)+b_{i}C\psi _{2}(t)}
gdzie {\displaystyle C=const.}

## Przykład modulacji 16-QAM
Ciąg wejściowy jest dzielony na grupy po dwa bity, które umieszczane są w dwóch kanałach (I oraz Q) w następujący sposób:
Dla każdego kanału istnieją więc cztery możliwe wartości określające 4 różne poziomy, np:
00 → 1, 01 → 3, 10 → -1, 11 → -3.
Ponieważ do kanału I trafiły pary 10, 11, 01 i 11, to sygnał będzie przyjmował poziomy: -1, -3, 3, -3; do kanału Q trafiły pary 01, 01, 10, 01, więc tu sygnał będzie przyjmował poziomy: 3, 3, -1 i 3, co przedstawione jest na poniższych wykresach:
Diagram konstelacji (ang.constellation diagram) dla 16-QAM będzie wyglądał tak:
Diagram przyporządkowuje do kodowanych liczb amplitudy Q i I fal składowych. Może być on reprezentowany w postaci macierzy, wówczas dwubitowe części kodowanych liczb {\displaystyle a_{i}} i {\displaystyle b_{i}} wskazują na elementy macierzy zawierającej amplitudy Q i I fal składowych:
{\displaystyle [a_{i},b_{i}]={\begin{bmatrix}(-3,3)&(-1,3)&(1,3)&(3,3)\\(-3,1)&(-1,1)&(1,1)&(3,1)\\(-3,-1)&(-1,-1)&(1,-1)&(3,-1)\\(-3,-3)&(-1,-3)&(1,-3)&(3,-3)\end{bmatrix}}}